# Scabiosa andryifolia
Scabiosa andryifolia es una especie de planta fanerógama de la antigua familia Dipsacaceae ahora subfamilia de  Caprifoliaceae. 

## Descripción
Es una planta herbácea perenne, sufruticosa, cespitosa, multicaule. Tiene tallos de hasta 85 cm, erectos. Hojas de 15-150 × 5-30 mm, densamente tomentoso-blanquecinas. Capítulescencias de 19-31 mm de diámetro en la antesis, globosos y de 6-11 mm en la fructificación, sobre pedúnculos hasta de 50 cm. Involucro con 7-8 brácteas de (3)5-8 mm. Corola  de un color rosa violeta. El fruto es un aquenio.

## Distribución y hábitat
Terrenos pedregosos y secos. Vive en el Mediterráneo. Frecuentemente cultivada.

## Taxonomía
Scabiosa andryifolia fue descrita por (Pau) Devesa y publicado en Lagascalia 12: 172 1984.
Etimología
Scabiosa: nombre genérico que deriva del latín scabiosus  = "áspero, sarnoso", refgiriéndose a que supuestamente servían para curar la sarna; aunque según algunos, el nombre aludiría tan solo a la aspereza del indumento de las referidas plantas.
andryifolia: epíteto compuesto latino que significa "con las hojas del género Andryala"